# KB Trepça
Klubi i Basketbollit Trepça, kurz KB Trepça (deutsch: Basketballverein Trepça), ist ein kosovarischer Profi-Basketballverein mit Sitz in der kosovarischen Großstadt Mitrovica.
Das Team nimmt derzeit an der Kosovo Superliga, der kosovo-albanischen Liga Unike und dem FIBA Europe Cup teil. Sie sind einer der erfolgreichsten Vereine im Kosovo und haben insgesamt 6 nationale Meisterschaften, 8 nationale Pokale, 3 Supercups und eine Liga-Unike-Meisterschaft gewonnen.

## Geschichte
Der Verein wurde offiziell im Jahre 1947 gegründet und wie KF Trepça nach der Trepça-Mine benannt. In den 80er Jahren spielte Trepça in der zweithöchsten jugoslawischen Liga. Nennenswerte Spieler zu dieser Zeit waren Ferit Zekolli, Blerim Vuniqi, Vesko Pajović, Naim Hajrizi, Nusret Qubreli oder George Dikeoulakos. Ab 1991, verließ Trepça sowie nahezu alle kosovarischen Sportvereine das jugoslawische Sportsystem, aufgrund der Unterdrückung der albanischen Bevölkerung durch das serbische Regime. Seitdem spielt Trepça in der kosovarischen Superliga, welche zum ersten Mal in der Saison 1992/93 gegen KB Peja gewonnen wurde. 

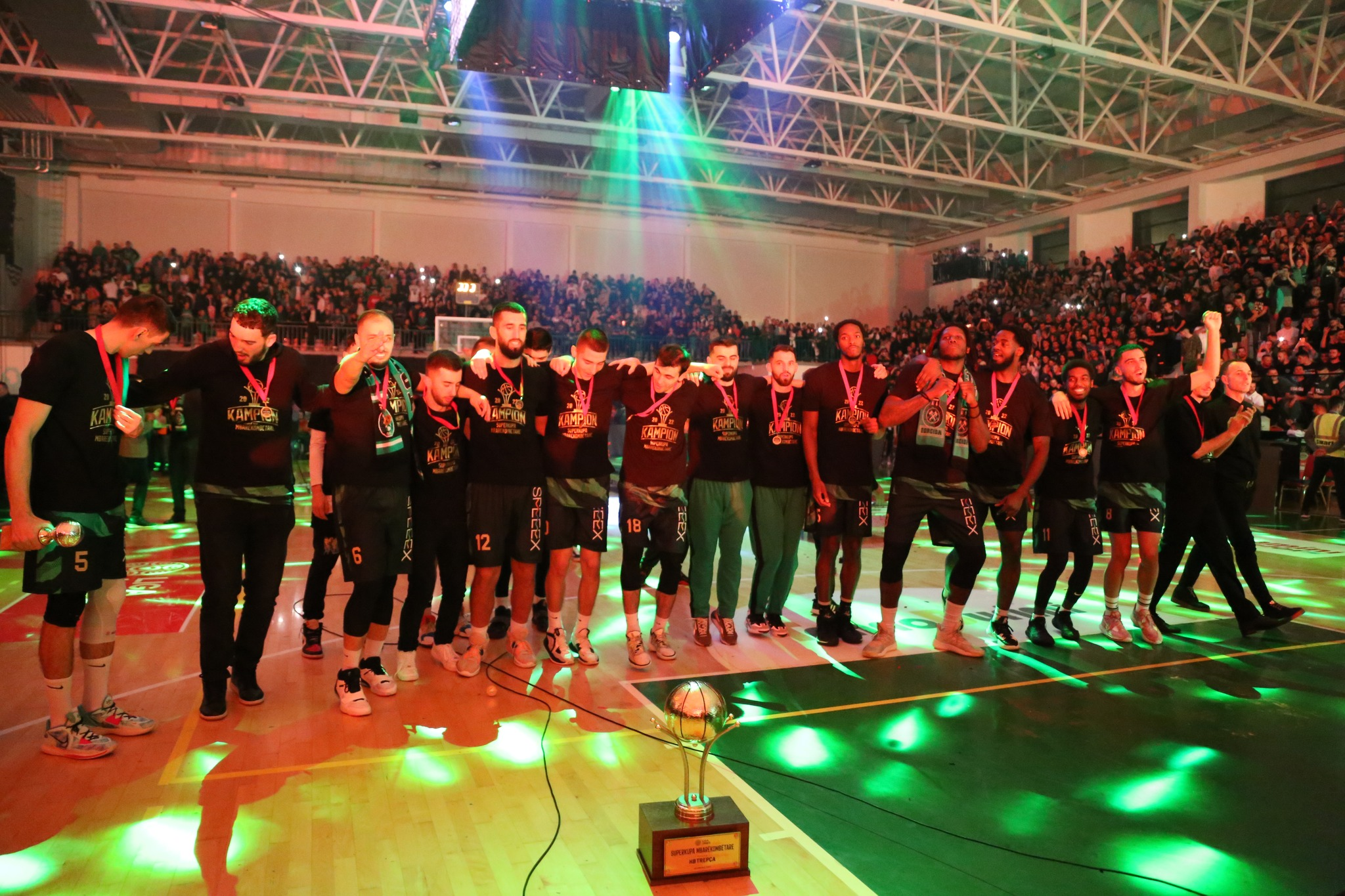
KB Trepça nach dem Sieg im Finale 2022 gegen Tirana

 In der Saison 2023/24 qualifizierte sich KB Trepça zum ersten Mal für die Gruppenphase des europäischen Wettbewerbs FIBA Europe Cup.

## Spiele in europäischen Wettbewerben
| Saison  | Wettbewerb       | Runde         | Gegner                 | Heim  | Auswärts |
| ------- | ---------------- | ------------- | ---------------------- | ----- | -------- |
| 2022–23 | FIBA Europe Cup  | Qualifikation | BG Göttingen           | 62–76 |          |
| 2023–24 | FIBA Europe Cup  | Qualifikation | Tindastóll             |       | 77–69    |
| 2023–24 | FIBA Europe Cup  | Qualifikation | Pärnu Sadam            |       | 77–67    |
| 2023–24 | FIBA Europe Cup  | Gruppenphase  | Leiden                 | 54–84 | 76–80    |
| 2023–24 | FIBA Europe Cup  | Gruppenphase  | BCM Gravelines         | 76–68 | 49–83    |
| 2024–25 | Champions League | Qualifikation | Keravnos Strovolou     |       | 82–79    |
| 2024–25 | Champions League | Qualifikation | Nymburk                |       | 78–84    |
| 2024–25 | FIBA Europe Cup  | Gruppenphase  | MHP Riesen Ludwigsburg | 57–70 | 54–87    |
| 2024–25 | FIBA Europe Cup  | Gruppenphase  | Caledonia Gladiators   | 76–80 | 20–0     |
| 2024–25 | FIBA Europe Cup  | Gruppenphase  | JDA Dijon              | 84–89 | 73–118   |

## Erfolge

### Nationale Wettbewerbe
Kosovo Superliga
- Sieger  (6): 1993, 2000, 2001, 2012, 2024, 2025

- Vizemeister (6): 1994, 2002, 2007, 2010, 2022, 2023

Kosovo Pokal
- Sieger (8): 1993, 2000, 2004, 2012, 2022, 2023, 2024, 2025
- Vizemeister (2):2005, 2010

Kosovo Superpokal
- Sieger (3): 2002, 2023, 2024

### Europäische und regionale Wettbewerbe
Liga Unike
- Sieger (1): 2024

## Bekannte (ehemalige) Spieler
- Drilon Hajrizi
- Naim Haxha
- Erjon Kastrati
- Artan Mehmeti
- Ersid Ljuca
- Devon van Oostrum
- Corban Collins
- Darnell Edge
- Ferit Zekolli